# Lingle (Wyoming)
Lingle es un pueblo ubicado en el condado de Goshen en el estado estadounidense de Wyoming. En el año 2010 tenía una población de 468 habitantes y una densidad poblacional de 585 personas por km².

## Geografía
Lingle se encuentra ubicado en las coordenadas 42°8′19.29″N 104°20′45.85″O / 42.1386917, -104.3460694. Según la Oficina del Censo, la localidad tiene un área total de 0,8 km² (0,3 mi²), de la cual 0,8 km² (0,3 mi²) es tierra y 0 km² (0 mi²) (0.0%) es agua.

### Localidades adyacentes
El siguiente diagrama muestra a las localidades en un radio de 36 kilómetros (22,4 mi) de Lingle.

## Demografía
En el 2000 la renta per cápita promedia del hogar era de $33.235, y el ingreso promedio para una familia era de $38.036. El ingreso per cápita para la localidad era de $16.559. En 2000 los hombres tenían un ingreso per cápita de $30.313 contra $22.500 para las mujeres. Alrededor del 9.40% de la población estaba bajo el umbral de pobreza nacional.